# Euvola vogdesi
Euvola vogdesi är en musselart som först beskrevs av R. Arnold 1906.  Euvola vogdesi ingår i släktet Euvola och familjen kammusslor. Inga underarter finns listade i Catalogue of Life.